# Nepal vid världsmästerskapen i simsport 2024
Nepal tävlade vid världsmästerskapen i simsport 2024 i Doha i Qatar mellan den 2 och 18 februari 2024. Nepal hade en trupp på fyra idrottare, varav två kvinnor och två män.

## Tävlande per sport
Följande är en lista över antalet tävlande per sport.
| Sport   | Herrar | Damer | Totalt |
| ------- | ------ | ----- | ------ |
| Simning | 2      | 2     | 4      |
| Totalt  | 2      | 2     | 4      |

## Simning
Herrar
| Idrottare      | Gren         | Heat    | Heat      | Semifinal        | Semifinal        | Final            | Final            |
| Idrottare      | Gren         | Tid     | Placering | Tid              | Placering        | Tid              | Placering        |
| -------------- | ------------ | ------- | --------- | ---------------- | ---------------- | ---------------- | ---------------- |
| Alexander Shah | 50 m frisim  | 23,79   | 58        | Gick inte vidare | Gick inte vidare | Gick inte vidare | Gick inte vidare |
| Alexander Shah | 100 m frisim | 52,17   | 62        | Gick inte vidare | Gick inte vidare | Gick inte vidare | Gick inte vidare |
| Nasir Hussain  | 200 m frisim | 1.56,39 | 57        | Gick inte vidare | Gick inte vidare | Gick inte vidare | Gick inte vidare |
| Nasir Hussain  | 400 m frisim | 4.05,65 | 44        | —                | —                | Gick inte vidare | Gick inte vidare |

Damer
| Idrottare     | Gren          | Heat    | Heat      | Semifinal        | Semifinal        | Final            | Final            |
| Idrottare     | Gren          | Tid     | Placering | Tid              | Placering        | Tid              | Placering        |
| ------------- | ------------- | ------- | --------- | ---------------- | ---------------- | ---------------- | ---------------- |
| Duana Lama    | 200 m frisim  | 2.14,59 | 44        | Gick inte vidare | Gick inte vidare | Gick inte vidare | Gick inte vidare |
| Duana Lama    | 400 m frisim  | 4.45,85 | 32        | —                | —                | Gick inte vidare | Gick inte vidare |
| Gaurika Singh | 50 m ryggsim  | 30,80   | 42        | Gick inte vidare | Gick inte vidare | Gick inte vidare | Gick inte vidare |
| Gaurika Singh | 100 m ryggsim | 1.05,47 | 43        | Gick inte vidare | Gick inte vidare | Gick inte vidare | Gick inte vidare |